# Janailhac
Janailhac é uma comuna francesa na região administrativa da Nova Aquitânia, no departamento de Alto Vienne. Estende-se por uma área de 18,73 km². Em 2010 a comuna tinha 541 habitantes (densidade: 28,9 hab./km²).